# Överlagt mord
Överlagt mord (originaltitel: Murder in the First) är en amerikansk-fransk dramafilm från 1995.

## Handling
Överlagt mord bygger på den sanna historien om Henri Young som vid sjutton års ålder stal en mindre summa pengar från ett postkontor och som straff blev inspärrad på Alcatraz. Efter ett misslyckat rymningsförsök sattes han i isoleringscell i tre år, utan ljus och utan kontakt med en enda människa. Han fick 30 minuters frisk luft per år. När han till slut släpptes ut dödade han den fånge som såg till att rymningsförsöket misslyckades, och anklagades omedelbart för mord. Den 24-årige advokaten James Stamphill tillsattes för att försvara Henri. Målet var på ytan omöjligt att vinna, men en stark vänskap uppstod mellan Henri och James, som blev fast besluten att återupprätta sin väns heder.

## Om filmen
Henri Young spelas av Kevin Bacon och Christian Slater gör rollen som James Stamphill - advokaten som fick hela det amerikanska rättssystemet mot sig. Filmen regisserades av Marc Rocco och hade premiär 20 januari 1995.

## Rollista (urval)
- Christian Slater - James Stamphill
- Kevin Bacon - Henri Young
- Gary Oldman - fängelsedirektör Glenn
- Embeth Davidtz - Mary McCasslin
- William H. Macy - William McNeil
- Stephen Tobolowsky - Mr. Henkin